# Agnes Thorberg-Wieth
Agnes Thorberg-Wieth (31 de mayo de 1886-25 de febrero de 1981) fue una actriz de nacionalidad danesa.

## Biografía
Su nombre completo era Agnes Josephine Caroline Thorberg, y nació en Copenhague, Dinamarca, siendo sus padres Fritz Stephanus Emil Sommer y Victoria Nathalia Agnes Olivia Thorberg.
Estuvo casada con Jacob Texière (1913-1917) y con el actor Carlo Wieth, con el cual tuvo un hijo, el actor Mogens Wieth. Era abuela de Amalie Schøth-Wieth y de Johan Suurballe Wieth, perteneciente a la banda Iceage.
Agnes Thorberg-Wieth falleció en 1981 en Copenhague, y fue enterrada en el Cementerio de Vestre, en dicha ciudad.

## Selección de su filmografía
- 1940 : Sommerglæder.
- 1943 : Drama på slottet.
- 1946 : Billet mrk..
- 1947 : Ta', hvad du vil ha'.
- 1950 : Café Paradis.